# Прилуки (ракетний катер)
Прилу́ки — ракетний катер проєкту 206МР (шифр «Вихор», англ. Matka class за класифікацією НАТО) Військово-Морських Сил Збройних Сил України, до 1995 року — Р-262 Чорноморського флоту СРСР. Бортовий номер P153 (до 2018 — U153), названий на честь міста Прилуки у Чернігівській області.
З 2014 року базується в Одесі. З грудня 2018 року з катера було демонтовано пускові установки ракет.

## Особливості проєкту
Проєкт ракетного катера на підводних крилах 206МР — еволюційна версія великого торпедного катера проєкту 206М, розробленого у 1955 році. Надбудови зроблені з легких сплавів.
Катер має гладкопалубний сталевий корпус з носовим малозануреним крилом. Корпус розділяється на десять відсіків дев'ятьма водонепроникними перегородками. Корпус у надводній частині має незвичну форму: для поліпшення умов змиву палуби при радіоактивному забрудненні стик палуби з бортом спеціально скруглений.
Двигуни розміщені в п'ятому та сьомому відсіках, пост дистанційного керування механізмами — в сьомому відсіку. Мореплавні характеристики катера забезпечують можливість його використання без зниження швидкості при хвилюванні моря до 4 балів включно і при швидкостях до 30 вузлів при хвилюванні моря 5 балів.
Головний ударний комплекс катера — дві пускові установки протикорабельних ракет П-15М «Терміт» масою 2,5 тонн, дальністю стрільби 80 км і вагою бойової частини 513 кг. Ракетні катери проєкту 206МР призначені для ураження бойових кораблів, транспортів і десантних засобів противника в морі та місцях їх базування в ближній морській зоні.

## Історія
Ракетний катер Р-262 (заводський № 247) був спущений на воду 30 листопада 1979 року на Середньо-Невському суднобудівному заводі. До 30 грудня 1995 року знаходився у складі ВМФ СРСР — входив до складу 296-го дивізіону малих ракетних кораблів 41-ї бригади ракетних катерів Чорноморського флоту з базуванням у Чорноморському. У серпні 1985 року катер був виведений у резерв на консервацію.
У лютому 1996 року, згідно з українсько-російською угодою про параметри розподілу Чорноморського флоту, ракетний катер був переданий у склад Військово-Морських Сил України. У ВМС України корабель отримав назву «Прилуки» (б/н U153) на честь міста Прилуки що у Чернігівській області.
В історії катера виконання багатьох артилерійських та ракетних стрільб. За час проходження служби у ВМС України корабель неодноразово брав участь у міжнародних навчаннях «Сі Бриз», «Фарватер миру», на парадах в честь Дня військово-морських сил, у збір-походах з'єднань кораблів ВМС України.
Шефство над ракетним катером здійснювали міськвиконком та районна адміністрація міста Прилуки Чернігівської області.
20.03.2014 р. на кораблі був спущений прапор ВМС України, та піднятий прапор ВМФ Росії. Був відбуксований в Карантинну бухту Севастополя.
11.04.2014 р. ракетний катер «Прилуки» без розпізнавальних прапорів був виведений із Севастополя російськими буксирами за межі 12-ти мильної територіальної зони, де був переданий українському цивільному буксиру «Бакай» для буксирування в Одесу.
6 грудня 2014 року, з нагоди святкування 23-ї річниці ЗСУ, командування ВМС України організувало відкритий доступ цивільних осіб на військовий корабель.
Відтоді фактично виконує роль віце-флагмана ВМС України, один з найбільш ходових катерів у їх складі.
11 вересня 2015 року бере участь в активній фазі навчань «Сі-Бриз 2015»
У другій половині 2015 — на початку 2016 року на заводі ім. 61-го Комунара у Миколаєві було проведено ремонт катера, після якого він відповідно до плану спущений на воду 11 березня 2016 року.
На початку квітня 2017 року залучався до спільних тренувань типу PASSEX з кораблями Військово-Морських Сил Турецької Республіки фрегатом TCG «GAZIANTEP» і корветом TCG «HEYBELIADA». Мета заходів полягала у відпрацюванні взаємодії у складі багатонаціонального корабельного тактичного з'єднання відповідно до стандартів НАТО та в підвищенні рівня взаємосумісності. Кораблі провели тактичне маневрування, тренування по зв'язку, передачі вантажів на ходу.
В останній день 2017 року в Чорному морі спільними діями Військової контррозвідки СБУ, ВМС ЗСУ та Держприкордонслужби за контрабанду було затримано судно під прапором Танзанії. Судно-порушник було виявлено на траверзі міста Курортне в межах територіальних вод України і не відповідало на виклик, тому ракетний катер «Прилуки» розпочав його переслідування. З'ясувавши безперспективність спроби втечі від українського військового катеру, судно вийшло на зв'язок та було опитано згідно з процедурами, встановленими міжнародним морським правом. Проте, судно-порушник вимоги зупинитися не виконало. З метою примушення до припинення протиправних дій ракетний катер «Прилуки» відкрив попереджувальний вогонь з артилерійської установки по курсу судна, яке було зупинено та відконвойовано до порту Одеса. Спецоперація здійснювалась за підтримки броньованих артилерійських катерів «Аккерман» та «Бердянськ» з доглядовою командою на борту, а також катера морської охорони ДПСУ з представниками СБУ на борту.
11 вересня 2018 року своїм ходом прибув до акваторії Миколаївського суднобудівного заводу на продовження ремонту, що не був завершений у 2015—2016 роках на цьому підприємстві через непрофесіоналізм тогочасного керівництва заводу. За день до того до заводу прийшов для продовження ремонту десантний катер «Сватове».
13 вересня 2018 року офіцер з командування ВМСУ повідомив, що катер P153 «Прилуки» планується обладнати пусковими установками для ПКР «Нептун» через відсутність ПКР «Терміт». Було сказано, що демонтаж старих установок розпочнеться того ж дня. Також планується провести повну ревізію стану корпуса, систем озброєння та радянських двигунів М-504, які замінять на новий двигун від «Зоря» — «Машпроект».
На жовтень 2018 року вже встановлено новий двигун.[джерело?]
5 грудня 2018 року ракетний катер P153 «Прилуки» Військово-Морських Сил ЗС України залишив акваторію Миколаївського суднобудівного заводу після завершення докового ремонту. На МСЗ були виконанні роботи, які не були завершені при попередньому ремонті у 2015—2016 роках, який тоді було фактично зірвано заводом. Контейнерні пускові установки КТ-97М для ракет П-15М «Терміт» залишились на місці.
Пізніше в грудні пускові контейнери КТ-97М протикорабельних ракет «Терміт» все ж були демонтовані.
5 квітня 2019 року катер разом із фрегатом HMCS Toronto ВМС Канади вийшов у Чорне море для проведення навчань типу PASSEX. На відео, опублікованому прес-службою МО України, видно що катер із фрегатом провели стрільби та маневри.[джерело?]
На початку травня 2019 року катер «Прилуки» та корабель гідрографічної розвідки HMS Echo провели спільне тренування PASSEX в Чорному морі. У ході спільного тренування український ракетний катер і британський корабель виконали завдання з тактичного маневрування, навчання з протиповітряної оборони, а також провели тренування зі зв'язку у відповідності до стандартів НАТО.

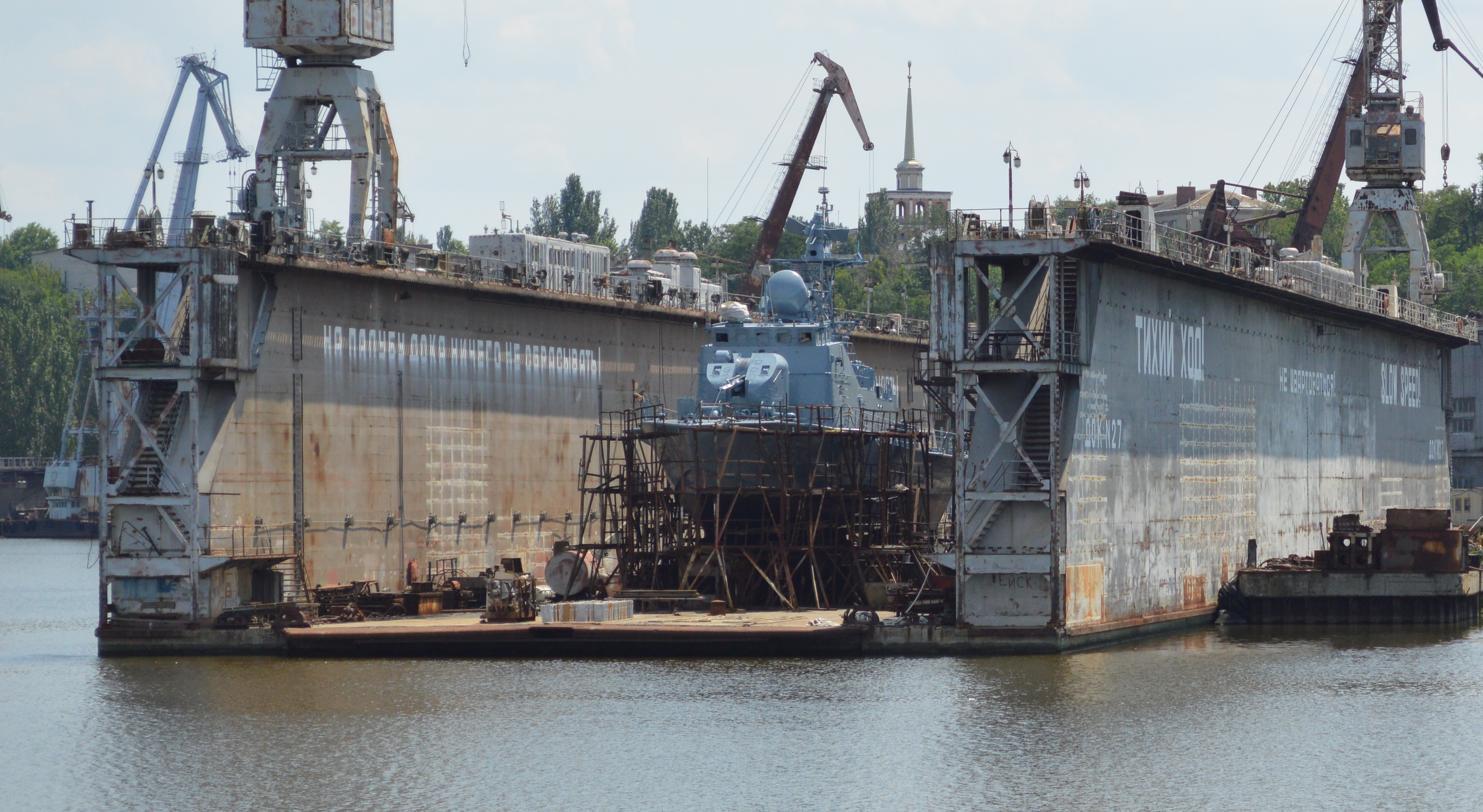
Ракетний катер Прилуки (б / н U153) під час ремонту в плавучому доці ПД-27 (Проекту 1760) в акваторії Миколаївського суднобудівного заводу. 25 липня 2021 року

1 квітня 2021 року буксир «Яни Капу» завів катер до акваторії ДП «Миколаївський суднобудівний завод» для проходження докового ремонту. Очікується дефектація та відновлення зовнішньої обшивки корпусу, конструкцій корпусу, ремонт гвинто-стернового пристрою, донно-забортної арматури, цистерн, трубопроводів, системи головного двигуна, електро-механічної системи тощо.
30 липня 2021 року, на Миколаївському суднобудівному заводі, який входить до складу Укроборонпрому, спустили на воду після докового ремонту ракетний катер «Прилуки» Військово-Морських Сил ЗС України. За три місяці фахівці підприємства відновили зовнішню обшивку, гвинто-рульовий комплекс, силові установки, механізми тощо. 17 серпня 2021 року катер завершив ремонт та вийшов з акваторії Миколаєва, для чого було розведено понтонний, Інгульський та Варваровський мости. За три місяці спеціалісти заводу та підрядних організацій відновили зовнішню обшивку, гвинто-рульовий комплекс, силові установки, механізми та тому подібне.

## Командири
- капітан-лейтенант Сергій Калініченко;
- капітан 3 рангу Роман Римар;
- капітан 3 рангу Анатолій Хапов;
- капітан 3 рангу Павло Рудь[15];
- капітан 3 рангу Володимир Углінський;
- капітан-лейтенант Олексій Жданов;
- капітан 3 рангу Єгор Бодрухін;